# Nando Mericoni
Ferdinando "Nando" Mericoni, noto anche come Nando Moriconi a seconda dei film interpretati, è un personaggio cinematografico italiano, ideato da Alberto Sordi, Steno e Lucio Fulci, e interpretato dallo stesso Alberto Sordi.

## Storia
(Nando Mericoni in Un americano a Roma)

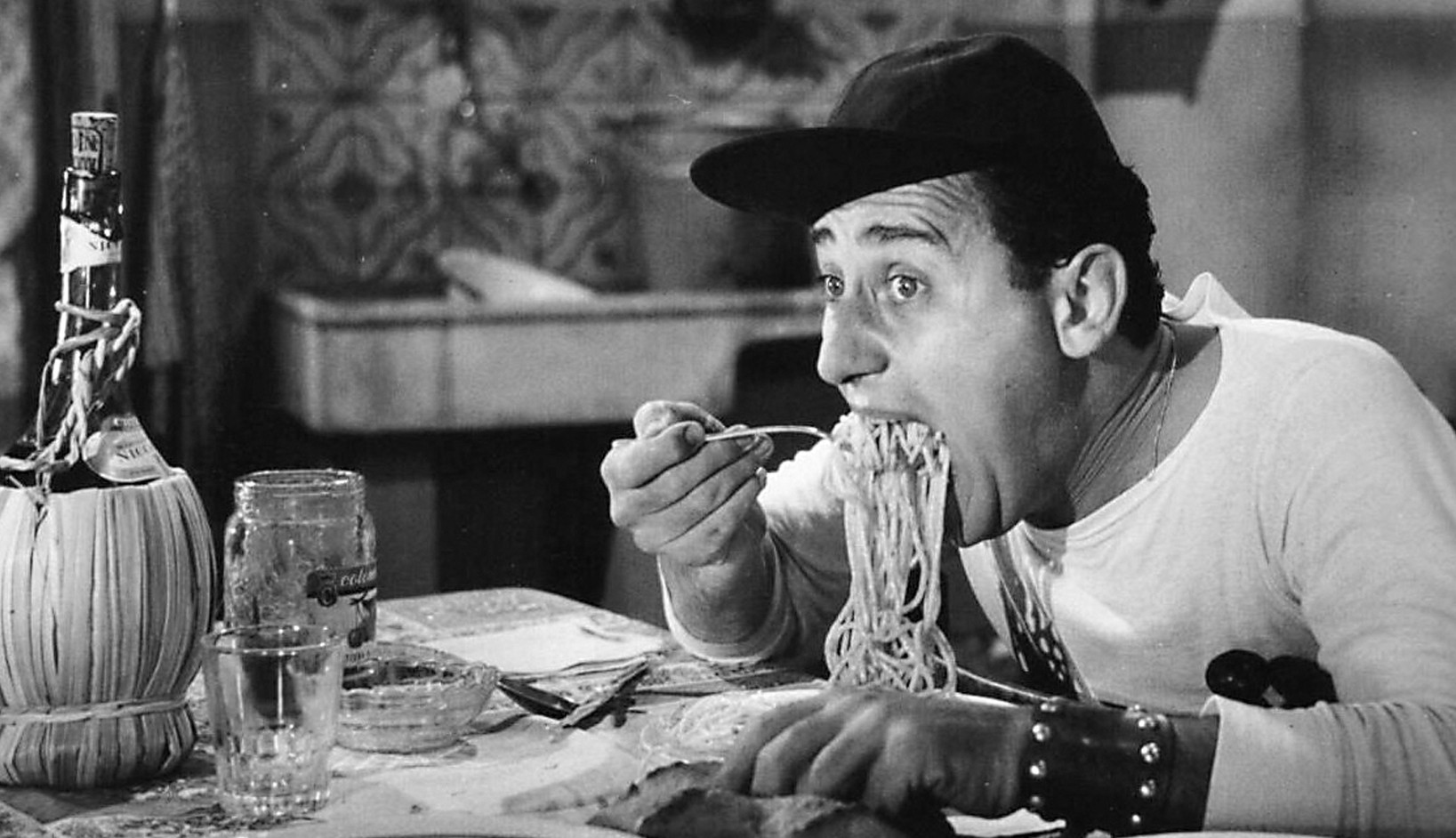
Nando nella celebre scena degli spaghetti in Un americano a Roma

Nando Mericoni, romano di Trastevere, innamorato di tutto ciò che è americano debutta sullo schermo nel 1953, protagonista di un divertente duetto con Peppino De Filippo, il pretore Lo Russo. Il film è Un giorno in pretura, un film a episodi in cui il Mericoni interpreta, non a caso, l'ultimo episodio. La sua apparizione, infatti, è del tutto fortuita. Il regista Steno si accorge che mancano ancora molti minuti di registrato per terminare i metri di pellicola previsti per il film e per questo dà carta bianca a Sordi per elaborare un ulteriore episodio che parli di un bulletto arrestato per oltraggio al pudore. Il giovanottone romano, in maglietta bianca e jeans, fa così il suo ingresso in tribunale e il suo debutto sulle scene. Le generalità sono secondarie, da tutti è conosciuto come l’"americano", per la sua spiccata esterofilia nei confronti del made in USA. Nando ostenta una profonda conoscenza della lingua inglese, che invece ignora completamente, e che per questo gli provocherà non pochi guai; nella sua parlata si mescolano espressioni in romanesco ed inglese approssimativo (come "Polizia der Kansas City" e "orrait orrait", deformazione di "all right, all right"), oppure completamente inventate ("auanagana"). L'abbigliamento scelto per la sua prima apparizione, jeans e maglietta bianca, suo tratto distintivo, non cambierà più ma si aggiungeranno il giubbotto di pelle nera e il cappello da poliziotto americano.
In totale le apparizioni del Mericoni sono tre, se non si considera la raccolta antologica Risate all'italiana dove viene ripreso l'episodio del primo film. L'anno seguente, il 1954, visto il gradimento ottenuto dal personaggio, Steno e Sordi decidono di riprendere l'idea e dedicarle un intero film, Un americano a Roma, seconda apparizione del trasteverino.

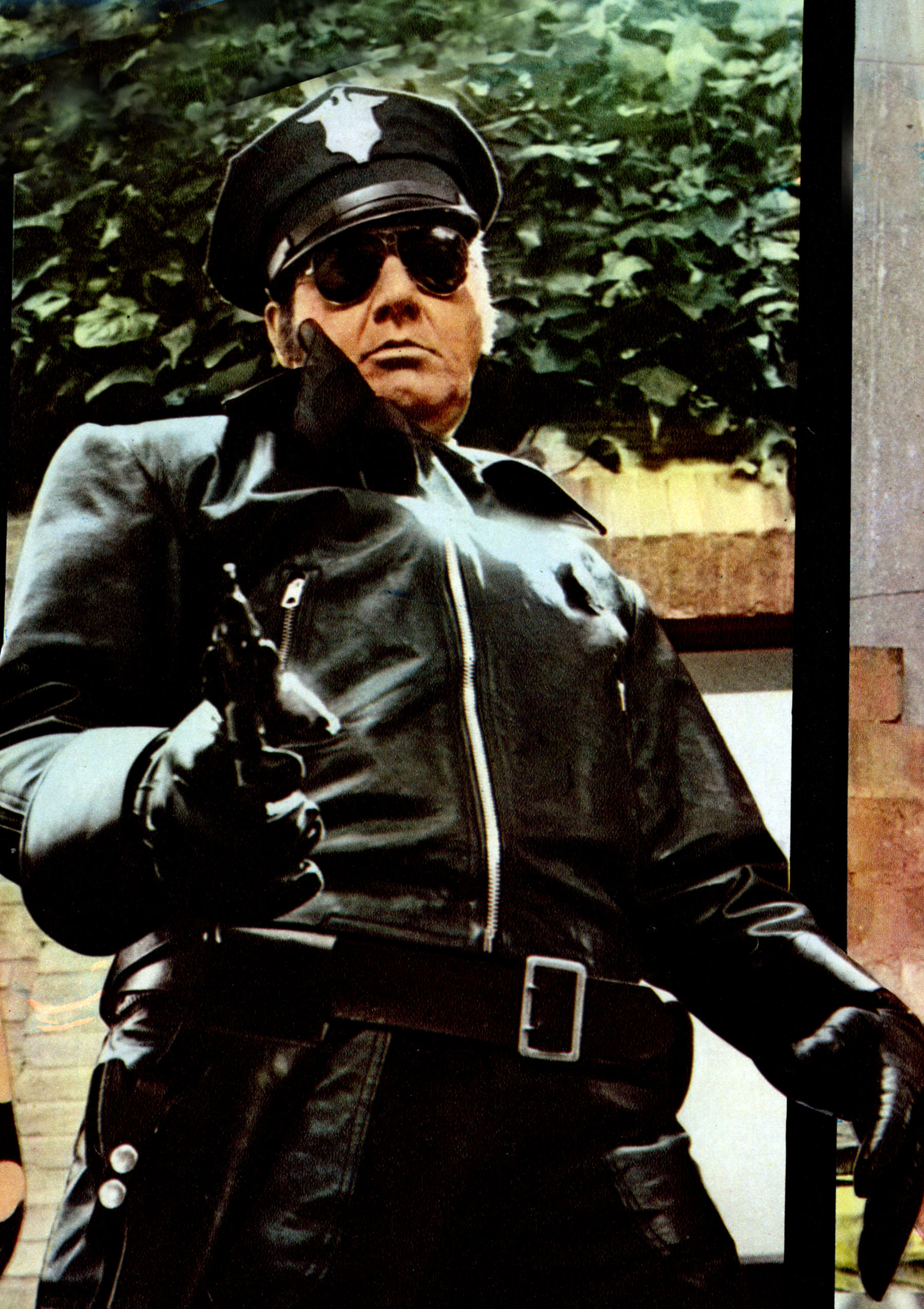
Nando nell'ultima apparizione in Di che segno sei?

L'ultima apparizione avviene nel 1975 con il film Di che segno sei? di Sergio Corbucci dove un invecchiato Mericoni interpreta l'ultimo episodio, stavolta nel ruolo di una irruenta e confusionaria guardia del corpo, riprendendo gli stilemi delle altre pellicole.

## Contraddizioni
- Nando, nella sua prima apparizione, aveva detto di essere orfano, e di essere stato allevato dalla "zia Costanza", informazione contraddetta dalla trama di Un americano a Roma, dove questa zia non viene menzionata e, al contrario, Nando vive con i due genitori ancora vivi.
- Il cognome del personaggio cambia: nel primo film viene chiamato Meniconi, Mericoni e anche Moriconi, nel secondo sempre Mericoni (tranne quando il padre Mario viene chiamato, verso la fine del film, signor Moriconi), mentre nel film degli anni '70 è definitivamente ribattezzato Moriconi.

## Curiosità
- Per il film Di che segno sei? Lucio Fulci e Sandro Continenza faranno causa ad Alberto Sordi per aver utilizzato il personaggio autonomamente senza previo accordo delle parti.[5]

## Filmografia
- Un giorno in pretura, episodio "Ferdinando Nando Mericoni, l'Americano", regia di Steno (1953)
- Un americano a Roma, regia di Steno (1954)
- Risate all'italiana, regia di Camillo Mastrocinque, Steno e registi vari (1964)
- Di che segno sei?, episodio "Fuoco", regia di Sergio Corbucci (1975)